# Jüdische Gemeinde Sierck-les-Bains

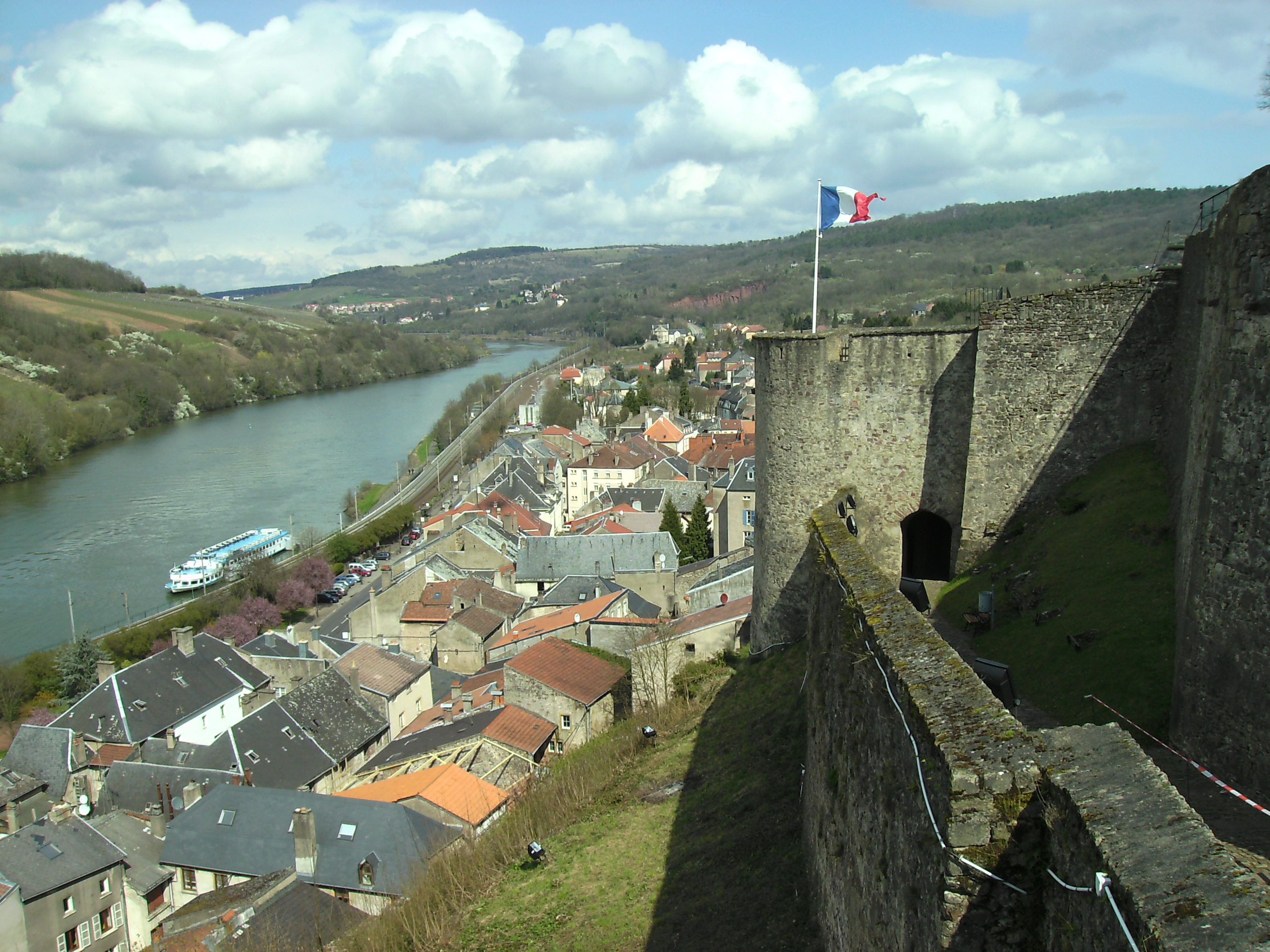
Blick von der Burg auf die Altstadt an der Mosel; zwischen den Burgmauern Reste des jüdischen Friedhofs

Eine Jüdische Gemeinde in Sierck-les-Bains im Département Moselle in der französischen Region Grand Est entstand wohl bereits im 17. Jahrhundert, denn in dieser Zeit wurde der älteste jüdische Friedhof angelegt.

## Geschichte
Die jüdische Gemeinde errichtete im 19. Jahrhundert eine Synagoge, die während des Zweiten Weltkriegs zerstört wurde. Die jüdische Gemeinde gehörte seit 1808 zum israelitischen Konsistorialbezirk Metz.

## Friedhöfe
In Sierck-les-Bains gibt es drei jüdische Friedhöfe. Der erste entstand wohl im 17. Jahrhundert und ist von den Mauern des Burggeländes umgeben. Der zweite Friedhof wurde um 1720 an der Rue Cardinal Billot errichtet. Um die 100 Grabsteine (Mazevot) sind auf ihm noch erhalten. Der dritte jüdische Friedhof wurde 1820 an derselben Straße errichtet. Diese Friedhöfe dienten auch den Juden aus folgenden Orten als Begräbnisstätte: Montenach, Mondorf, Sentzich, Fixem, Monneren, Koenigsmacker, Cattenom, Gandren und Gavisse.